# Socha svatého Jana Nepomuckého (Břidličná)
Socha svatého Jana Nepomuckého stojí na náměstí Svobody nedaleko kostela svatého Ducha v Břidličné v okrese Bruntál v Moravskoslezském kraji. Je chráněn jako kulturní památka od roku 1958 a je zapsán v Ústředním seznamu kulturních památek ČR.

## Popis
Na čtvercové podezdívce je umístěn hranolový podstavec na malém soklíku. Na přední stěně podstavce je oválná kartuš s rokají a v ní je nečitelný nápis. Kolem kartuše je umístěn letopočet 1766. Podstavec je ukončen římsou, na níž je uprostřed mušle a pentle. Na římse je postaven malý soklík zdobený rokajovou oválnou kartuší s nápisem s chronogramem:
FcX / Corona gLorIae / saCerDotVM

Na soklu stojí socha světce v mírně nadživotní podobě v tradičním kanovnickém oděvu s biretem na hlavě, kterou naklání k pravému rameni. V náručí má kříž, který se opírá o pravé nadloktí a levou rukou přidržuje dolní konec. Stavebním materiálem je pískovec.

## Galerie

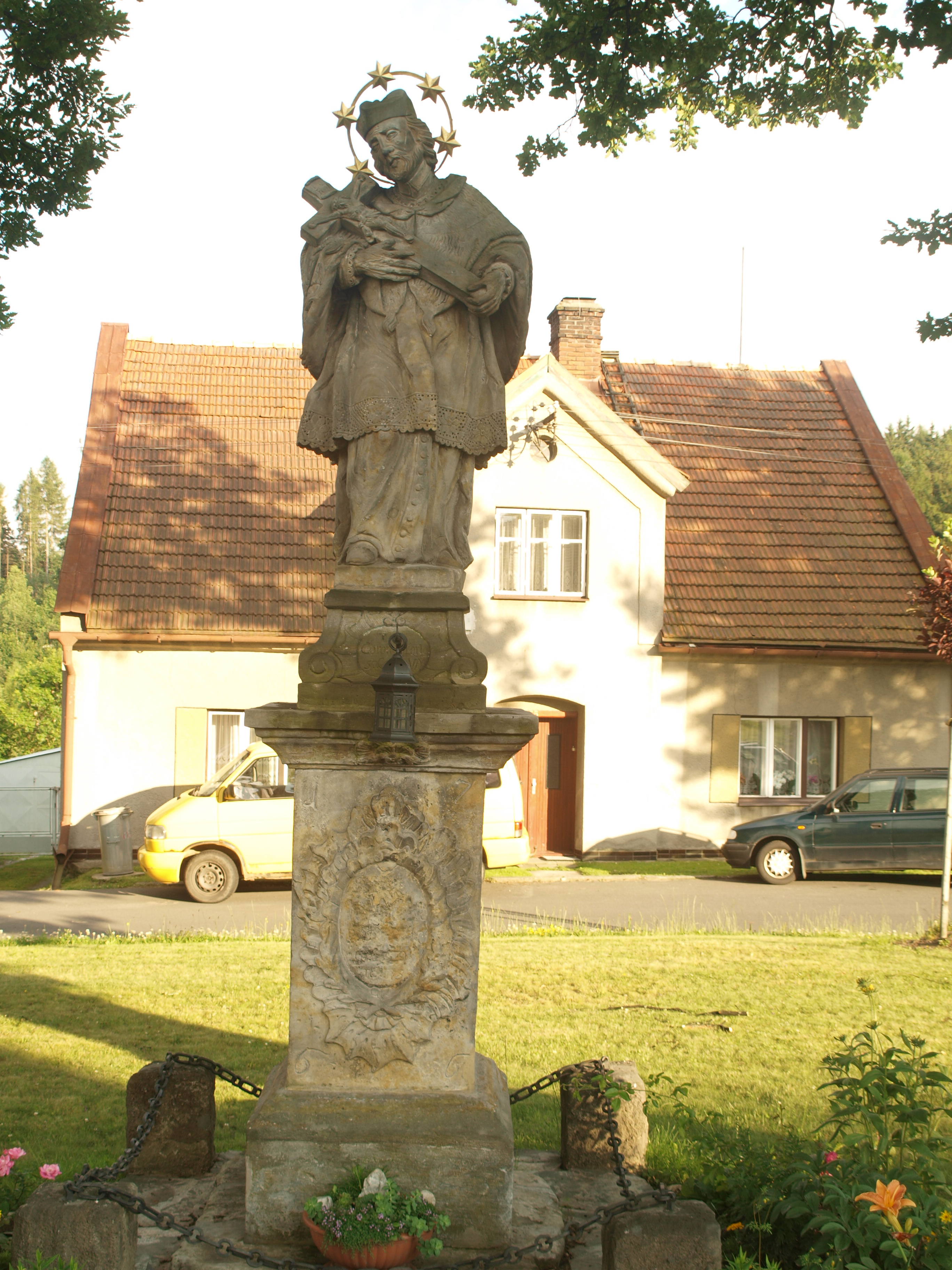
Celkový pohled
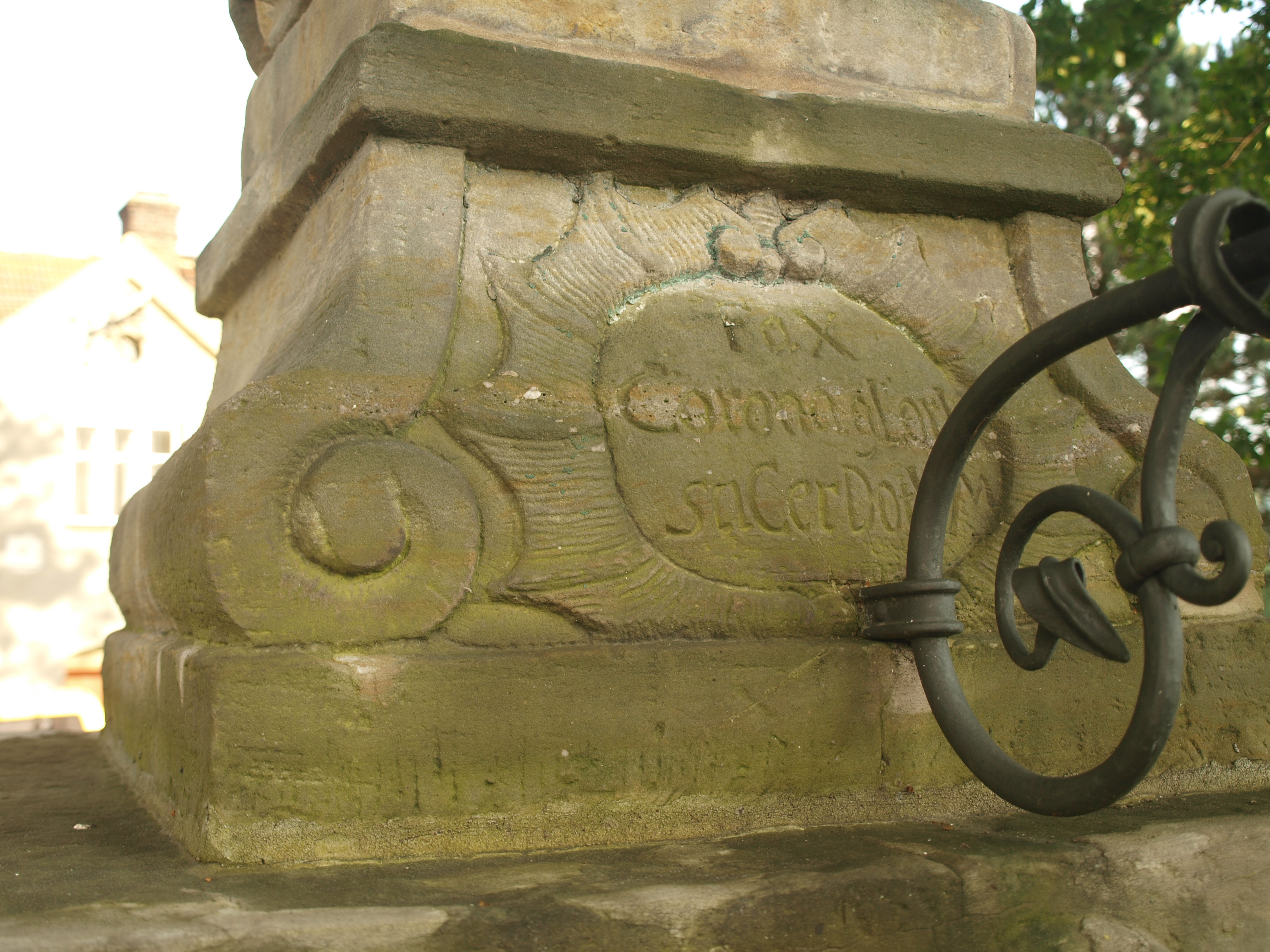
Chronogram